# Episodi di Victor e Valentino (seconda stagione)
La seconda stagione della serie animata Victor e Valentino, composta da 39 episodi, è stata trasmessa negli Stati Uniti, da Cartoon Network, dal 18 aprile 2020 al 29 maggio 2021.
In Italia viene trasmessa dal 30 novembre 2020 al 13 agosto 2021 su Cartoon Network.
| nº | Titolo originale                   | Titolo italiano                 | Prima TV USA    | Prima TV Italia  |
| -- | ---------------------------------- | ------------------------------- | --------------- | ---------------- |
| 1  | The Guest                          | Il Fantasma in Cucina           | 18 aprile 2020  | 2 dicembre 2020  |
| 2  | Ener-G-Shoes                       | Le Scarpe Energ-G               | 18 aprile 2020  | 30 novembre 2020 |
| 3  | La Cucarachita                     | Shelly                          | 25 aprile 2020  | 1º dicembre 2020 |
| 4  | Lords of Ghost Town                | I Signori della Città Fantasma  | 25 aprile 2020  | 14 dicembre 2020 |
| 5  | My Fair Achi                       | Il Trofeo d'Oro                 | 2 maggio 2020   | 3 dicembre 2020  |
| 6  | Oddities                           | Il Luna Park                    | 2 maggio 2020   | 10 dicembre 2020 |
| 7  | I...... am Vampier                 | Il Festival Del Cinema          | 9 maggio 2020   | 9 dicembre 2020  |
| 8  | Victor the Predictor               | Victor il Veggente              | 9 maggio 2020   | 3 dicembre 2020  |
| 9  | Kindred Spirits                    | La Diva del Cinema Muto         | 16 maggio 2020  | 15 dicembre 2020 |
| 10 | Decoding Valentino                 | L'Antica Biblioteca             | 16 maggio 2020  | 21 dicembre 2020 |
| 11 | Journey to Maiz Mountain           | La Montagna di Mais - Parte 1   | 23 maggio 2020  | 16 dicembre 2020 |
| 12 | Journey to Maiz Mountain           | La Montagna di Mais - Parte 2   | 23 maggio 2020  | 18 dicembre 2020 |
| 13 | Escaramuza                         | La gara equestre                | 5 ottobre 2020  | 3 febbraio 2021  |
| 14 | Los Perdidos                       | Los Perdidos                    | 5 ottobre 2020  | 17 dicembre 2020 |
| 15 | Los Pajaros                        | Huitzi Portafortuna             | 6 ottobre 2020  | 2 febbraio 2021  |
| 16 | Get Your Sea Legs                  | La Gara di Nuoto                | 7 ottobre 2020  | 24 dicembre 2020 |
| 17 | Guillermo's Girlfriend             | La Fidanzata di Guillermo       | 8 ottobre 2020  | 1º febbraio 2021 |
| 18 | Starry Night                       | Il Primo Campeggio              | 12 ottobre 2020 | 24 dicembre 2020 |
| 19 | Fueygo Fest                        | Il Fuego Fest                   | 13 ottobre 2020 | 2 febbraio 2021  |
| 20 | Folk Art Friends                   | Pensare da Spirito              | 14 ottobre 2020 | 9 agosto 2021    |
| 21 | The Cupcake Man                    | L'Uomo Cupcake                  | 15 ottobre 2020 | 23 dicembre 2020 |
| 22 | Villainy In Monte Macabre          | Un Calamaro da Salare           | 19 ottobre 2020 | 1º febbraio 2021 |
| 23 | Charlene Mania                     | Charlene Mania                  | 20 ottobre 2020 | 3 febbraio 2021  |
| 24 | Old Man Teo                        | Il Vecchio Teo                  | 21 ottobre 2020 |                  |
| 25 | Poacher Patrol                     | Valentino Sorvegliante          | 22 ottobre 2020 | 9 agosto 2021    |
| 26 | Lonely Haunts Club 3: La Llorona   | Chi La Fa, L'Aspetti            | 26 ottobre 2020 | 11 dicembre 2020 |
| 27 | In Your Own Skin                   | Il Negozio Snob                 | 27 ottobre 2020 | 4 febbraio 2021  |
| 28 | Ghosted                            | L'Amica Fantasma                | 28 ottobre 2020 | 23 dicembre 2020 |
| 29 | Carmelita                          | Carmelita                       | 29 ottobre 2020 | 22 dicembre 2020 |
| 30 | Las Pesadillas                     | Il Re dei Sogni                 | 17 aprile 2021  | 12 agosto 2021   |
| 31 | Baby Pepito                        | Bebè Pepito                     | 24 aprile 2021  | 10 agosto 2021   |
| 32 | Cenote Seekers                     | Avventura nel Deserto           | 1º maggio 2021  | 11 agosto 2021   |
| 33 | My Thirsty Little Monster          | Il Cucciolo di Vic              | 8 maggio 2021   | 11 agosto 2021   |
| 34 | La Planchada                       | L’infermiera fantasma           | 8 maggio 2021   |                  |
| 35 | Tez Breaks Bread                   | A Cena da Tez                   | 15 maggio 2021  | 10 agosto 2021   |
| 36 | Through the Nine Realms of Mictlan | I Nove Regni di Mictlan-Parte 1 | 29 maggio 2021  | 12 agosto 2021   |
| 37 | Through the Nine Realms of Mictlan | I Nove Regni di Mictlan-Parte 2 | 29 maggio 2021  | 13 agosto 2021   |
| 38 | Through the Nine Realms of Mictlan | I Nove Regni di Mictlan-Parte 3 | 29 maggio 2021  | 13 agosto 2021   |
| 39 | Through the Nine Realms of Mictlan | I Nove Regni di Mictlan-Parte 4 | 29 maggio 2021  | 13 agosto 2021   |

## Il Fantasma in Cucina
- Titolo originale: The Guest
- Scritto da: Miggs Perez, Kayla Carlisle

### Trama
Vic e Val vogliono andare a El Lucha Libre, tuttavia la cucina è sporca e Chata costringe i ragazzi a pulirla, nonostante sostengano che non è stata colpa loro. Con l'aiuto di Achi scoprono che il colpevole è un fantasma di nome Alfonso, che in precedenza è stato un famoso giocatore di baseball. Il fantasma si rifiuta di andarsene fino a quando il suo compagno Moreno non si scusa per una grande partita persa.

## Le Scarpe Energ-G
- Titolo originale: Ener-G-Shoes
- Scritto da: Leticia Silva, Daniel Villa De Rey

### Trama
Vic e Val visitano il mercatino di Maria Teresa dove Vic vorrebbe prendere un paio di scarpe "Ener-G", tuttavia sono costose e ricorre a rubarle con l'unico scopo di mostrarle agli altri. Dopo averle rubate ricorda tuttavia che gli oggetti di Maria Teresa sono maledetti, scoprendo che le scarpe sono senzienti e che hanno in programma di scongiurare il ragazzo per il suo crimine.